# يان ألبيرز
يان ألبيرز (بالهولندية: Jan Albers)‏ هو لاعب هوكي الحقل هولندي، ولد في 27 مارس 1952 في فيلدهوفن في هولندا.

## وصلات خارجية
- يان ألبيرز على موقع أوليمبيديا (الإنجليزية)